# Zekova Glava
Zekova Glava är ett berg i Montenegro. Det ligger i den centrala delen av landet. Toppen på Zekova Glava är 2 082 meter över havet. Zekova Glava ingår i Bjelasica.
Terrängen runt Zekova Glava är huvudsakligen kuperad. I omgivningarna runt Zekova Glava växer i huvudsak blandskog.